# Markgrafschaft Montferrat

Die Flagge der Markgrafschaft Montferrat: horizontal rot-weiß gestreift mit ungleichen Proportionen der Farben

Wappen der Markgrafschaft Montferrat

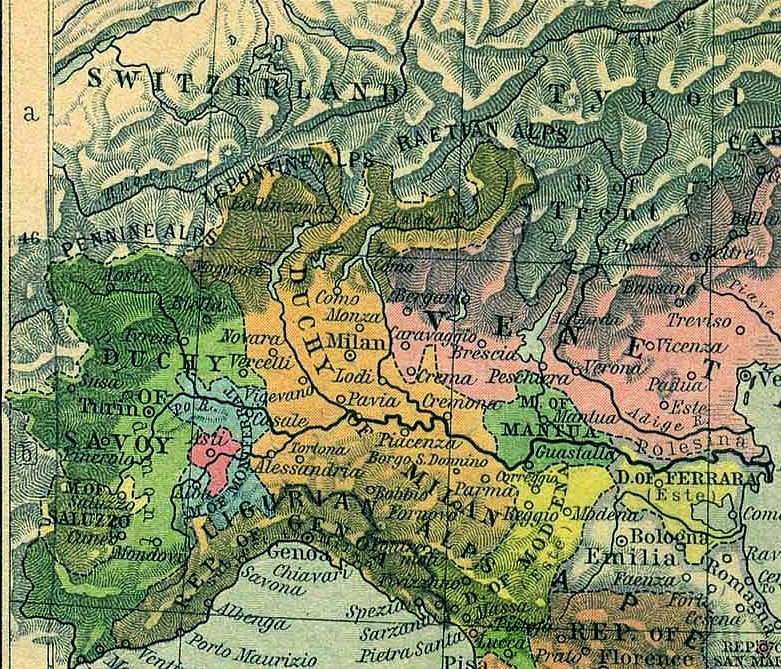
Markgrafschaft Montferrat (blau), 1494

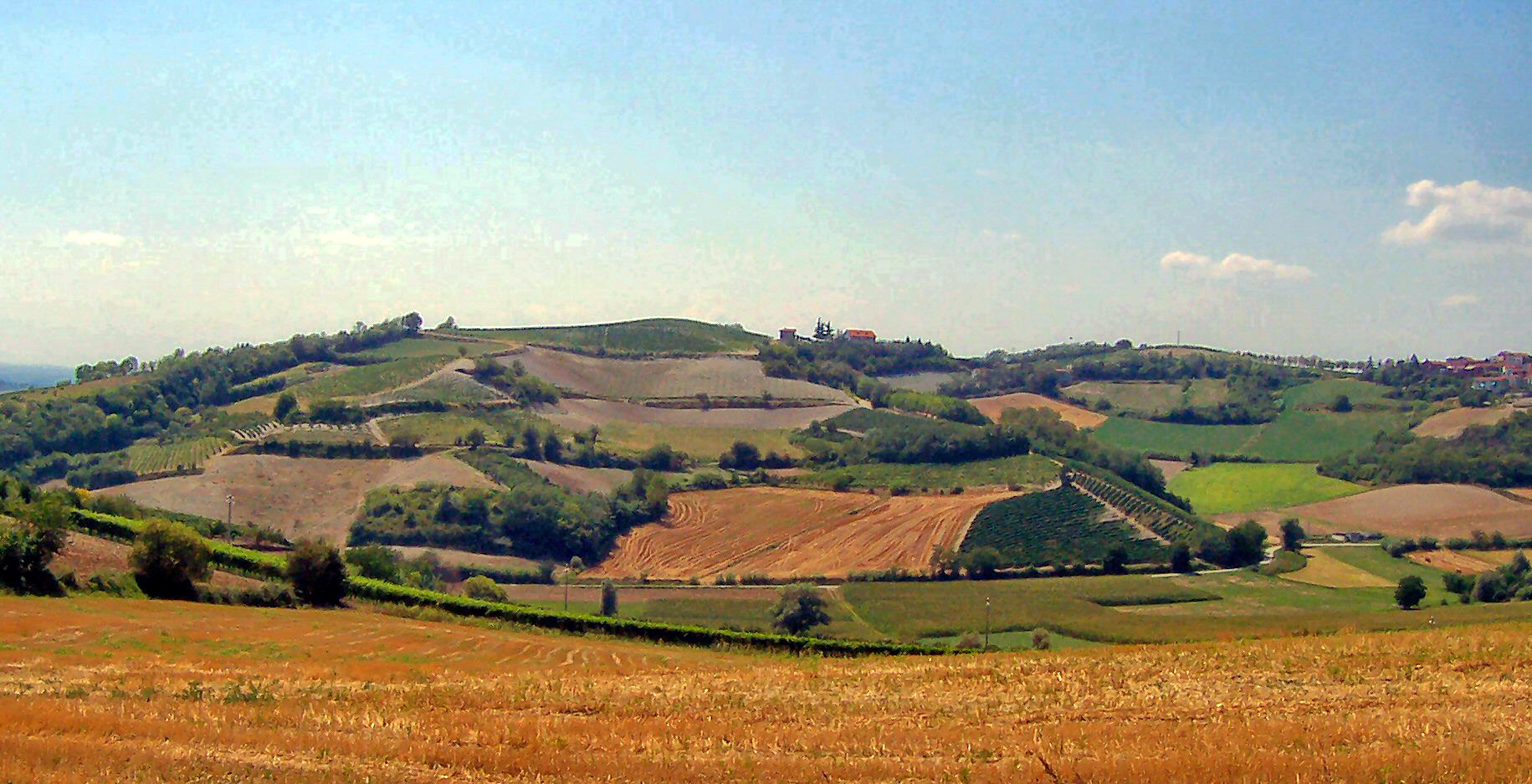
Die Hügel des Montferrat

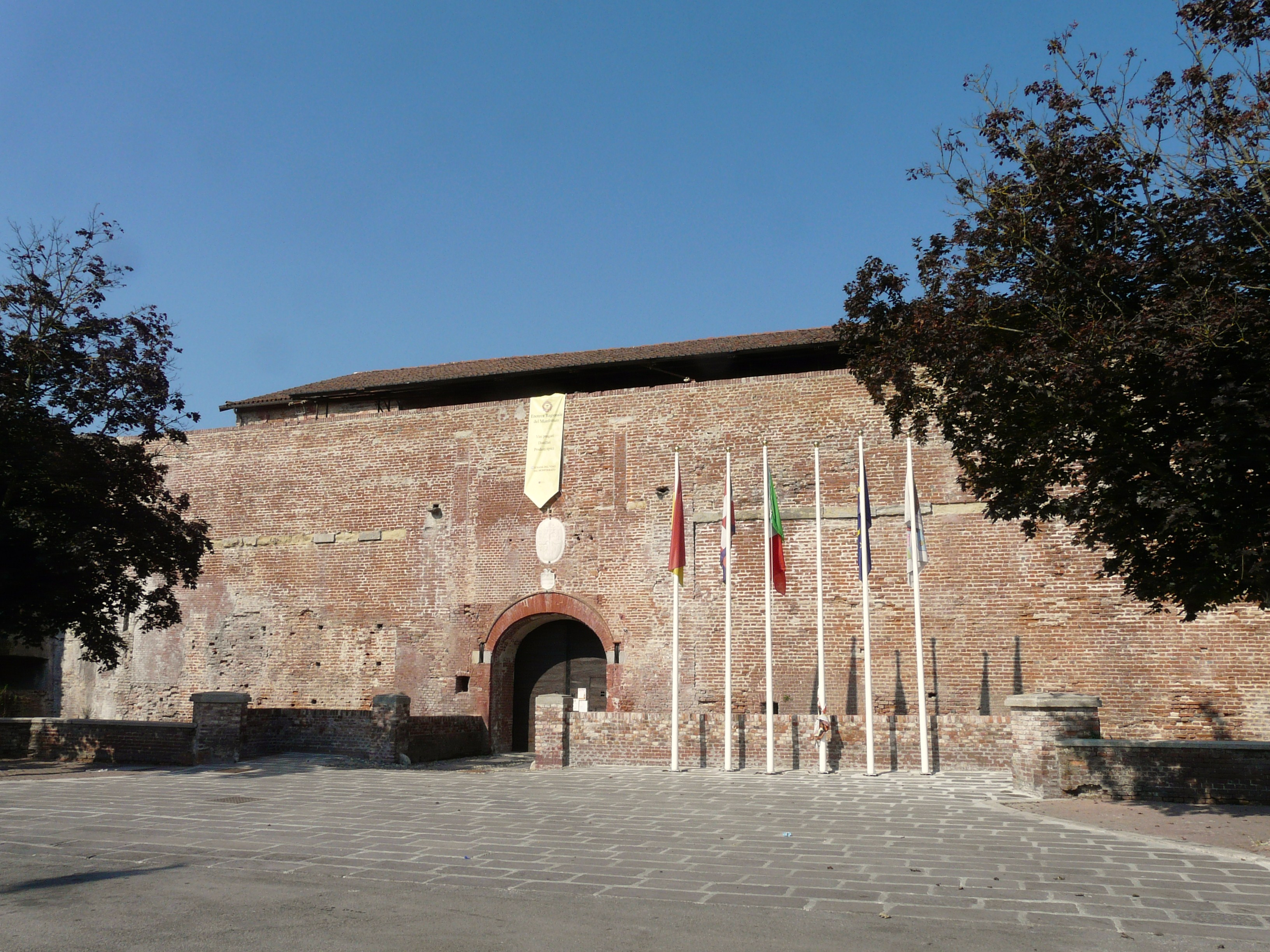
Castello dei Paleologi in Casale Monferrato

Montferrat (italienisch Monferrato) war eine Markgrafschaft im Piemont, zwischen Turin und Genua gelegen. Sie wurde 1574 zu einem Herzogtum erhoben.

## Geschichte
Das Territorium der Markgrafschaft erstreckte sich von Norden nach Süden in zwei getrennten Teilen zwischen den Seealpen und dem Po, umfasste 2750 km² und hatte Casale Monferrato zur Hauptstadt. Karl der Große setzte zur Verwaltung des Landes Grafen ein, die 967 von Otto dem Großen zu Markgrafen erhoben wurden. Die herrschende Familie der Aleramiden bildete dann einen eigenen Zweig in Montferrat aus, ähnlich wie in der weiter westlich gelegenen Markgrafschaft Saluzzo.
Die Markgrafen von Montferrat nahmen an vorderster Stelle an den Kreuzzügen teil und stellten in den eroberten Ländern eine Reihe von Monarchen, darunter vor allem die zwei Söhne und ein Enkel des Markgrafen Wilhelm V.:
- Konrad von Montferrat war Titularkönig von Jerusalem († 1192)
- Bonifatius I. von Montferrat, gründete das Königreich Thessaloniki († 1207)
- Balduin von Montferrat wurde als Balduin V. König von Jerusalem († 1186)

Durch Erbschaft gelangte die Markgrafschaft im 14. Jahrhundert an die Palaiologen, die sie 1533 wiederum an die Gonzaga vererbten. 1574 zum Herzogtum erhoben, kam ein kleiner Teil des Landes nach dem Mantuanischen Erbfolgekrieg (1628–1631) an das Haus Savoyen, das alte Ansprüche (bis 1330 zurück reichend) behauptete, während der größere Teil des Herzogtums den Gonzaga-Nevers verblieb. Nachdem diese im Spanischen Erbfolgekrieg auf die französische Seite gewechselt waren, wurden ihre Reichslehen von Kaiser Leopold I. eingezogen.
Mit dem Frieden von Utrecht 1713 bzw. Baden 1714 schließlich wurde den bereits im Frieden von Münster 1648 bestätigten Ansprüchen des Hauses Savoyen auf das Territorium Montferrat Rechnung getragen und dem Herzog Victor Amadeus II. das gesamte Herzogtum als Reichslehen übergeben.

## Liste der Markgrafen von Montferrat

### Aleramiden
- Wilhelm I. († vor 933)
- Aleram I. († 969)
- Wilhelm II. († vor 961)
- Otto I. († 991)
- Anselm I.
- Wilhelm III. (991–1017 bezeugt)
- Otto II. († 1084)
- Wilhelm IV. († um 1101)
- Rainer († um 1136)
- Wilhelm V. († 1191)
- Konrad (1191–1192)
- Bonifatius I. (1187–1207)
- Wilhelm VI. (1207–1225)
- Bonifatius II. (1225–1253/5)
- Wilhelm VII. (1253/5–1290)
- Johann I. (1290–1305)

### Palaiologen
- Theodor I. (1305–1338)
- Johann II (1338–1372)
- Otto III. (1372–1378)
- Johann III. (1378–1381)
- Theodor II. (1381–1418)
- Johann Jakob (1418–1445)
- Johann IV. (1445–1464)
- Wilhelm X. (1464–1483)
- Bonifatius III. (1483–1494)
- Wilhelm XI. (1494–1518)
- Bonifatius IV. (1518–1530)
- Johann Georg (1530–1533)

### Gonzaga
- Federico II. Gonzaga (1533–1540)
- Francesco III. Gonzaga (1540–1550)
- Guglielmo Gonzaga (1550–1587)
- Vincenzo I. Gonzaga (1587–1612)
- Francesco IV. Gonzaga (1612)
- Ferdinando Gonzaga (1612–26)
- Vincenzo II. Gonzaga (1626–1627)
- Carlo I. Gonzaga (1627–1637), Herzog von Nevers und Rethel
- Carlo III. Gonzaga (1637–1665), Herzog von Nevers und Rethel bis 1659
- Carlo IV. Gonzaga (1665–1708)